# Voie rapide Taza - Al Hoceïma
La voie rapide Taza-Kassita est une voie rapide du Maroc, qui relie Taza à la Rocade méditerranéenne au niveau d'Al Hoceïma. Le tronçon est intégré aux routes nationales N2 de Hoceïma à Kassita et N29 de Kassita à Taza. 
Cette voie rapide a permis de désenclaver plusieurs villages et villes de la région, d'améliorer les temps de parcours entre les deux villes, auparavant de trois heures, et de réduire le taux de mortalité de la route départementale (l'une des plus dangereuses au Pays).

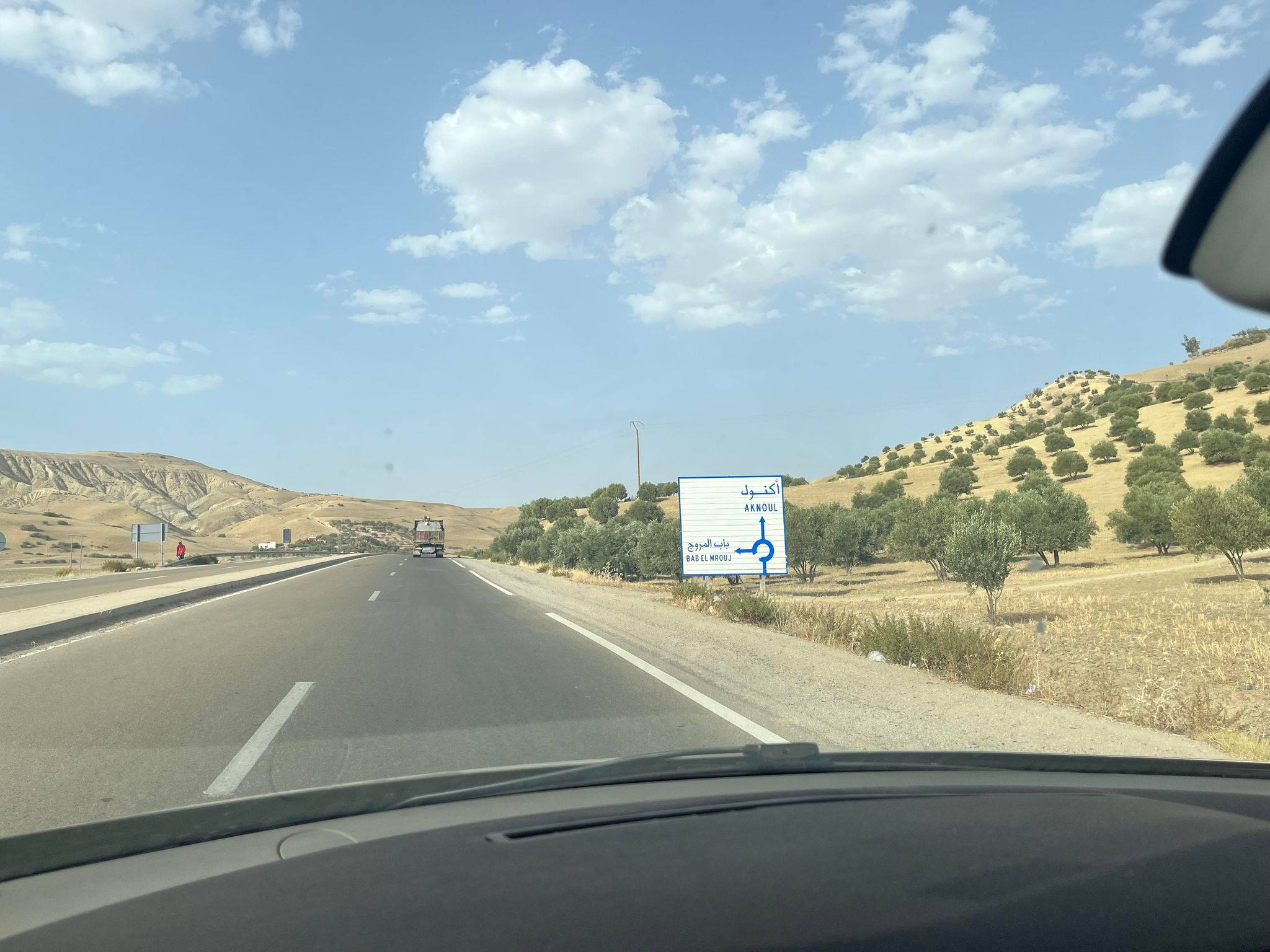
La voie rapide vers Bab El Mrouj.

Le projet s'inscrit dans le cadre d'un vaste projet porté par l'Etat marocain afin de désenclaver le Rif, et notamment les régions isolées telles que Igzennayen. Ce projet est le premier de ce programme à être réalisé, les autres projets étant l'autoroute reliant Guercif à Nador et le dédoublement de la N8 entre Fès et Taounate.  Le but est également de désenclaver économiquement Al Hoceïma, jusque-là non desservie par une voie rapide ou par une ligne à chemin de fer. Ce tronçon est ainsi une alternative à la longue N8, reliant Fès à Al Hoceïma et traversant de nombreuses zones montagneuses. 

L'ouverture de cette voie rapide était initialement prévue pour 2020. En 2019, le tronçon entre Taza et Kassita est ouvert mais les travaux se poursuivent entre Kassita et Al Hoceïma.
En 2022, des éboulements amènent les autorités à réduire ou à interrompre la circulation sur cet axe.

## Tracé
- Taza
- Échangeur entre N29 et A2 : Rabat / Meknès / Fès / Oujda
- : Intersection et début de la 5421 : Beni Ftah
- : Intersection et début du tronc commun de 7 km avec la 508 : Beni Ftah / Tissa
- : Intersection et début du tronc commun de 7 km avec la 508 : Saka
- : Aknoul
- : Intersection et début de la 510 : Zrizer
- : Intersection avec la N2 :  Nador / Oujda / Chefchaouen / Tétouan / Tanger marquant la fin de la N29 / Voie Rapide Taza - Al Hoceima